# Masacre del Día de San Bricio
La Masacre del Día de San Bricio fue la matanza de vikingos en el reino de Inglaterra el 13 de noviembre del año 1002, ordenada por el rey Etelredo II el Indeciso. En respuesta a las frecuentes incursiones danesas, el rey Etelredo ordenó la ejecución de todos los vikingos que vivían en Inglaterra.

## Antecedentes
El nombre se refiere a Bricio de Tours, obispo de Tours del siglo V, cuya celebración se conmemora el día 13 de noviembre. El reino de Inglaterra había sido devastado por las invasiones vikingas cada año desde el 997 hasta el 1001, y en 1002 se le dijo al rey que los daneses en Inglaterra «le quitarían la vida sin piedad, y luego a todos sus consejeros, y poseerían su reino después». En respuesta, ordenó la muerte de todos los vikingos que vivían en Inglaterra.

## Masacre
Los historiadores creen que hubo una importante pérdida de vidas, aunque faltan pruebas en algunas estimaciones específicas. Entre los que se cree que fueron asesinados está Gunhilda Haraldsdatter, que puede haber sido la hermana de Svend I de Dinamarca. Su marido Pallig Tókason, el ealdorman danés de Devonshire, también pudo haber muerto en la masacre o, según una versión diferente, tuvo que ver con su deserción para unirse a los invasores que asolaban la costa sur.
La masacre de Oxford fue justificada por Etelredo II el Indeciso en una Carta Real del 1004 explicando la necesidad de reconstruir la iglesia de St Frideswide (catedral de Oxford):

Porque está totalmente acordado que a todos los que habitan en este país se les hará saber que, puesto que yo envié un decreto con el consejo de mis principales hombres y magnates, en el que se establecía que todos los daneses que habían surgido en esta isla, brotando como  cizaña entre el trigo, iban a ser destruidos por un exterminio más justo, y así este decreto debía ser puesto en vigor hasta la muerte, aquellos daneses que habitaban en la ciudad antes mencionada, esforzándose por escapar de la muerte, entraron en este santuario de Cristo, habiendo roto por la fuerza las puertas y los cerrojos, y resolvieron refugiarse y defenderse en él contra la gente de la ciudad y de los suburbios; pero cuando todos los perseguidores se esforzaron, obligados por la necesidad, a expulsarlos y no pudieron, prendieron fuego a los tablones y quemaron, según parece, esta iglesia con sus ornamentos y sus libros. Después, con la ayuda de Dios, fue renovada por mí.

Los esqueletos de 34 a 38 hombres jóvenes, todos de 16 a 25 años de edad, fueron encontrados durante una excavación en el Saint John's College (Oxford), en 2008. Los análisis químicos realizados en 2012 por investigadores de la Universidad de Oxford sugieren que los restos son vikingos; las cicatrices más antiguas en los huesos proporcionan pruebas de que eran guerreros profesionales. Se cree que fueron apuñalados repetidamente y luego brutalmente asesinados. La carbonización de los huesos es consistente con los registros históricos de la quema de la iglesia.

## Opiniones históricas
Los historiadores han visto en general la masacre como un acto político que ayudó a provocar la invasión de Svend I de Dinamarca del 1003. Simon Keynes en su artículo de Oxford Online Dictionary of National Biography sobre Etelredo II el Indeciso, la describió como una «llamada masacra», la reacción de un pueblo que había sido masacrado y saqueado durante una década, dirigida no a los habitantes del Danelaw sino a los mercenarios que se habían vuelto contra sus patrones. El biógrafo de Etelredo II, Ryan Lavelle, también cuestiona su alcance, argumentando que no pudo llevarse a cabo en Danelaw, donde los daneses habrían sido demasiado fuertes, y que probablemente se limitó a ciudades fronterizas como Oxford, y a ciudades más grandes con pequeñas comunidades danesas, como Bristol, Gloucester y Londres. Comenta la notable falta de remordimiento mostrada por Etelredo II en la carta de Oxford, que ve la masacre no tanto como una orden ejecutada regiamente, sino como una explotación del odio étnico popular y el milenarismo. Audrey MacDonald lo ve como la causa de la embestida que finalmente llevó a la adhesión de Canuto II de Dinamarca en 1016.